# Le Maître du monde (film, 1983)
Pour les articles homonymes, voir Le Maître du monde.
Pour plus de détails, voir Fiche technique et Distribution.
Le Maître du monde (I padroni del mondo), est un film d'aventures préhistorique italien réalisé par Alberto Cavallone et sorti en 1983.

## Synopsis
À l'aube de l'humanité, au Paléolithique, les tribus Akray et Kon s'affrontent dans des luttes violentes, menées par l'instinct animal. Pour les guerriers Kon, la lutte pour la suprématie de la forêt, puis du territoire, est le début du processus irréversible vers la perfection physique et tactique de l'homme.

## Fiche technique
- Titre français : Le Maître du monde
- Titre original italien : I padroni del mondo ou I padrone del mondo[1]
- Réalisation : Alberto Cavallone (sous le nom de « Dirk Morrow »)
- Scénario : Nicolò Pomilia, José Luis Martinez Molla
- Photographie : Sandro Mancori (Îles Canaries), Maurizio Dell'Orco, Gianfranco Maioletti (Italie)
- Montage : Alberto Cavallone
- Musique : Alberto Baldan Bembo (it)
- Décors : Antonio Visone (it)
- Costumes : Maria Pia Luzi
- Production : Luciano Ceprani
- Société de production : Falco Film
- Pays de production :  Italie
- Langue originale : italien
- Format : couleur - 1,85:1 - Son mono - 35 mm
- Genre : film d'aventures préhistorique
- Durée : 93 minutes
- Dates de sortie : 
  - Italie : 5 juillet 1983

## Distribution
- Sven Kruger : Bok
- Viviana Maria Rispoli :
- Sasha D'Arc
- Maria Vittoria Garlanda :
- Aldo Sambrell :
- Serafino Profumo :
- Fabio Baciocchi :

Tribu Kon :
- Paolo Bernacchioni
- Tristano Iannetta
- Adriano Chiaramida
- Massimo Pompei
- Adriana Giuffrè
- Gianfranco Amoroso
- Edoardo Terzo
- Roberto Trinci
- Pietro Angelo Pozzato
- Nicola Di Gioia
- Gina Giuri
- Marina Medde
- Gabriella Montemagno

Tribu Akray :
- Antonio Mea
- Salvatore Bardaro
- Massimo Bardaro
- Michele Knewels
- Renato Moriconi
- Maurizio Faraoni
- Palmiro Liotta
- Sebastiano Tosto
- Luciano Casamonica
- Patrizia Salerno
- Zaira Zoccheddu
- Daniela Airoldi

## Production
Le film a été tourné en Italie et dans les Îles Canaries.

## Accueil critique
« [...] il faut reconnaitre à Cavallone la belle idée de nous avoir épargné le sempiternel comédien recouvert d'un costume souvent grotesque et les stock-shots faciles [...] On pardonnera donc à Cavallone ce manichéisme qui régit tout le film. Le Bien et la civilisation sont représentés par notre valeureux héros, bel éphèbe blond et imberbe, tandis que le Mal est symbolisé par les tribus aussi simiesques que sauvages. [...] Le Maître du monde est une jolie curiosité qui mérite l'attention de l'amateur, un film trop méconnu qui se classe sans mal parmi les meilleurs du genre. »

— Éric Draven sur maniaco-deprebis.com

## La vague des films préhistoriques
- La Guerre du feu, film réalisé par Jean-Jacques Annaud sorti en 1981 ;
- Ator le Conquérant (Ator l'invincibile), film réalisé par Joe D'Amato sorti en 1982 ;
- Conquest (La conquista de la tierra perdida), film réalisé par Lucio Fulci sorti en 1983 ;
- La Guerre du fer (La guerra del ferro), film réalisé par Umberto Lenzi sorti en 1983.